# Nikita (Jawlensky)

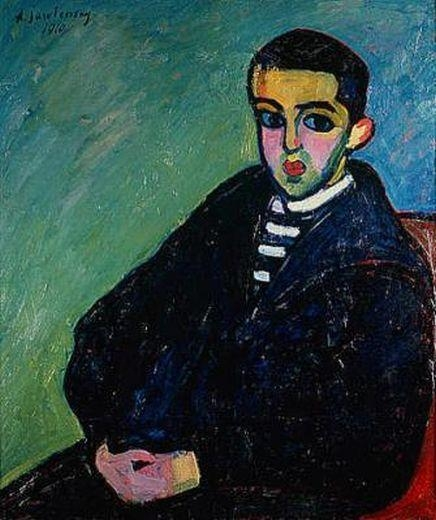
Nikita, 1910, von Alexej von Jawlensky

Nikita ist der Titel eines Gemäldes des deutsch-russischen Malers Alexej Jawlensky. 1910 lautete der Titel noch Knabenbildnis. Es handelt sich um den Neffen von Marianne von Werefkin. 1951 wurde es von dem damaligen Museumsdirektor Clemens Weiler für das Museum Wiesbaden erworben. Es trägt die Inventar-Nummer M 388.

## Technik und Bildträger
Bei dem Porträt „Nikita“ handelt es sich um ein Ölgemälde auf Karton im leichten Hochformat. Es ist im Bild oben links signiert „A. Jawlensky“ und datiert „1910“. Das Bild ist verzeichnet im „Katalog der Gemälde“ von Weiler von 1959, im „Werkstattverzeichnis“ von 1970 bei Weiler, im „Catalogue Raisonné“ von 1991 des Jawlensky-Archivs, 2014 im Ausstellungskatalog „Horizont Jawlensky“ 2014.

## Ikonographie
Bezüglich des Gemäldes „Nikita“ hieß es 2016: „Allein durch das eindrucksvolle Porträt wissen wir um die Existenz dieses Jungen.“ Doch schon vor 30 Jahren konnte die Öffentlichkeit vom Museum Wiesbaden dank der Erinnerungen des Neffen der Werefkin Alexander von Werefkin (1904–1982), dem Cousin von Nikita über das traurige Schicksal von Nikita unterrichtet werden. Demnach ist Nikita (1899–1917) der erstgeborene Sohn von Werfkins jüngstem Bruder Wsewolod und seiner Frau Vera, die ebenfalls von Jawlensky gemalt wurde. Nikita hatte eine jüngere Schwester Elisabeth und einen jüngeren Bruder Nikolaus. Nikita „diente standesgemäß am Hof des Zaren als Page. Später wurde er im Regiment Preobrajenski zum Offizier ausgebildet. Bei Ausbruch der Oktoberrevolution 1917 wurde die Offiziersschule aufgelöst und Nikita trat in die Weiße Armee ein. Als man ihn als Kurier des Zaren mit einer wichtigen Botschaft auf der Krim einsetzte, wurde er von den Gegnern abgefangen und galt seitdem als verschollen.“ Ein posthumes Bildnis von „Nikita“, das seine Mutter Vera Werefkin einer Schülerin von Ilja Jefimowitsch Repin nach einer Fotografie um 1917 malte, zeigt ihren 18-jährigen Sohn.

## Maltechnik und Stil
Seit der Begegnung mit Władysław Ślewiński an Ostern 1908 hat sich Jawlensky zum Expressionisten entwickelt. Im vorliegenden Fall praktiziert Jawlensky die Flächenmalerei in Konturen, den Cloisonismus. Die Malweise seiner Vorbilder, sowohl von van Gogh, Gauguin, Bernard, den Nabis, als auch den Japonismus hatte er sich zwischenzeitlich anverwandelt. Die drei Grundfarben – Gelb, Rot und Blau bestimmen das Gemälde und wurden komplementär im Sinne von van Gogh – mit Violett, Grün und Orange – ausgeglichen.

„Wie frei und souverän Jawlensky mittlerweile mit der Malfläche, seinen Vorbildern und deren Lehrmeinungen umgeht, wird insbesondere durch seinen neuen Malstil im Jahre 1910 offensichtlich. Zum ersten Mal seit vielen Jahren greift er wieder auf früh Erprobtes und Erlerntes zurück. Er grundiert die Malfläche und legt verschiedene Farben in Schichten übereinander, so daß untere Schichten durch darüberliegende hindurchschimmern. Teilweise sind auch zuoberst liegende Farbflächen vom Künstler auf verschiedenartige Weise wieder abgetragen worden und können dadurch ein vielfältiges, faszinierendes Eigenleben entwickeln.“

Gekleidet ist Nikita mit einem Matrosenanzug, der damals in Deutschland wie auch im Zarenreich ein typisches modisches Kleidungsstück für Knaben war. Das blau-weiß quergestreifte Unterhemd, die Telnjaschka, ist noch heute kennzeichnend für die Matrosen der russischen Marine. In dieser Bekleidung wurde Nikita auf der zweiten Ausstellung der Neuen Künstlervereinigung München im September 1910 in München erstmals präsentiert: „Jawlensky zeigte das strenge Bild des Knaben Nikita. Dunkel und schwer kontrastiert die Gestalt gegen den leuchtend türkisgrünen Hintergrund. Die bewegte Schräge des Armes verleiht der Komposition einen klaren Rhythmus. Die großen, weit aufgerissenen Augen lassen Jawlenskys späteres Thema des menschlichen Antlitzes schon anklingen.“

## Das Rückseitenbild
Das Gemälde „Nikita“ war ehemals beidseitig bemalt. Auf seiner Rückseite trug es das „Stilleben mit gelber Decke“, ein leichtes Querformat. Es ist verzeichnet im Catalogue Raisonné, im Jawlensky-Bestandskatalog von 1997 und im Ausstellungskatalog Horizont Jawlensky. Dass der Bildträger 1966 im Museum gespalten wurde, darauf machte das Museum Wiesbaden in seinen Publikationen erstmals 1986, darauf 1991 und letztmals 1997 aufmerksam. Zu der Angelegenheit äußerte der Catalogue Raisonné 1991: „The painting has been split (probably in 1966, according to the Museum); on reverse was probably [308]“, das Bildnis „Nikita“.
Zwei „Stilleben mit bunter Decke“, das frühere datiert „[19]09“, das spätere „1910“, „on reverse signed, dated and titled by the artist’s son“ wurden zur Bestimmung einer Datierung herangezogen. Hierbei wurden folgende Übereinstimmungen festgestellt: „Die spätere Arbeit weist durch die Einbeziehung der Tisch-Aufsicht und die stärkere Angleichung von Tischdecken-Ornament und Gegenstand weitergehende Vergleichsmöglichkeiten auf.“ Demnach scheinen Vorder- und Rückseite des Gemäldes im gleichen Jahr entstanden zu sein.